# Antoni Protazy Potocki
Conte Antoni Protazy Jacek Potocki, noto anche con lo pseudonimo di Prot (Guzów, 11 settembre 1761 – Machnówka, 1801), è stato un imprenditore, banchiere e nobile polacco.

## Biografia
Figlio di Jan Prosper, conte di Guzów, e di sua moglie Paula Szembek, era nipote del governatore Antoni Michał Potocki nonché fratellastro minore di Feliks Łubieński e maggiore di Michał Ogiński. Alla morte del padre ereditò una cospicua fortuna, ingrandita ulteriormente dalla ricca dote portatagli dalla moglie Marianna Lubomirska, figlia del principe Kasper Lubomirski.
Negli anni '80 del XVIII secolo fondò una tra le prime banche commerciali di Varsavia con sedi anche a Machnówka ed a Kherson. Nei suoi possedimenti, il cui centro era Machnówka (20 km da Berdyczów), costruì inoltre una serie di manifatture di stoffa, calzetteria, carrozze, mobili, fabbriche di maioliche, una tipografia, una farmacia e una grande fabbrica di birra, industrie che fece funzionare grazie a maestranze straniere appositamente fatte venire sul posto. Si adoperò anche in campo agricolo per cercare di riformare l'agricoltura e l'allevamento del bestiame in Polonia. L'8 maggio 1787 venne nominato cavaliere dell'Ordine dell'Aquila Bianca, la più alta onorificenza polacca.
Come banchiere, condusse ampie operazioni finanziarie, e cercò di dirigere il commercio polacco verso il Mar Nero, divenendo dal 1783 uno dei direttori della Compagnia Commerciale del Mar Nero che si occupava appunto di trasporti merci. Nel gennaio 1785 assunse personalmente la guida della Compagnia ed aprì in quell'anno un grande magazzino della sua società presso il porto russo di Kherson, aumentando anche la portata delle proprie navi. Divenne quindi membro del Grande Sejm di Polonia e nel 1791 acquistò la carica di voivoda di Kiev dal senato polacco. Nel 1793, a causa della crisi finanziaria generale causata dalla seconda spartizione della Polonia che portò al fallimento dei principali finanzieri di Varsavia, venne anch'egli colpito duramente.
Sposò la principessa Maria Fëdorovna Lubomirska, figlia del principe Kasper, dalla quale però divorziò ufficiosamente nel 1792/1793 quando questa scappò col conte Valerian Aleksandrovič Zubov. Con Marianna ebbe una figlia, Emilia.
Visse gli ultimi anni alla sua tenuta di Machnówka dove morì nel 1801.